# National-syndicalisme
 (septembre 2016).
Améliorez-le ou discutez des points à vérifier. 
Le national-syndicalisme est une mouvance politique issue du rapprochement entre syndicalisme et nationalisme intégral. Le national-syndicalisme serait né en France et se développa en Europe au début du XXe siècle.
Selon l'historien François Godicheau, « le national-syndicalisme n'est que la version espagnole de l'idéologie corporatiste imprégnant dans les années 1930 tous les mouvements et dictatures d'extrême-droite ».

## France

### Le contexte (1900-1908)
En 1900, Charles Maurras déclare dans le quotidien L'Action française que le socialisme antidémocratique est la forme « pure » et « correcte » du socialisme. De là, lui ainsi que d'autres membres d′Action française, Jacques Bainville, Jean Rivain, et Georges Valois, intéressés par les idées de Georges Sorel, élaborent la possibilité d'un rapprochement entre les deux mouvements, souhaitant mettre en place une collaboration avec les syndicalistes révolutionnaires[réf. nécessaire]. Une telle collaboration voit le jour en 1908 avec Émile Janvion. À la suite de cette collaboration, Janvion fonde le journal Terre libre.

### Le commencement (1909)
La tentative de collaboration entre le nationalisme intégral d′Action française et le syndicalisme révolutionnaire de Sorel commence en 1909. Le lien est établi après que Sorel ait lu la seconde édition du livre Enquête sur la monarchie de Maurras. Maurras évoque favorablement Sorel et le syndicalisme révolutionnaire dans son livre, et lui envoie une copie de la nouvelle édition. Sorel lit le livre et, en avril 1909, adresse ses compliments à Maurras par courrier. Trois mois plus tard, le 10 juillet, Sorel publie dans Il Divenire sociale, un journal syndicaliste-révolutionnaire italien de premier plan, un essai dans lequel il relate son admiration pour Maurras et l′Action française. Sorel axe son support sur l'idée antidémocratique, clamant notamment qu′Action française était l'unique force capable de combattre la démocratie.

### La cité française et L’Indépendance (1910–1913)
En 1910, Sorel et Valois décident de créer un journal « national-socialiste » nommé La cité française[réf. nécessaire]. Un prospectus du nouveau journal est publié en juillet 1910 et signé à la fois par les syndicalistes révolutionnaires Sorel et Édouard Berth, et par les membres d'Action française Jean Variot, Pierre Gilbert et Georges Valois. Mais le journal ne voit finalement pas le jour à cause de l'hostilité de Valois envers Variot.
Après l'échec de La cité française, Sorel décide de former son propre journal. Ce bihebdomadaire nommé L’Indépendance est publié de mars 1911 à juillet 1913. Les thèmes abordés sont semblables à ceux de L'Action française, nationalisme, antisémitisme et désir de défendre la culture française et son héritage gréco-romain.

### Cercle Proudhon
Durant les préparations du lancement de La Cité française, Sorel encourage Berth et Valois à travailler ensemble. En mars 1911, Henri Lagrange, membre d'Action française, suggère à Valois de créer un groupe chargé d'étudier les questions économiques et sociales d'un point de vue nationaliste. Valois persuade Lagrange d'élargir le groupe aux non-nationalistes, syndicalistes et anti-démocrates. Valois écrira plus tard qu'il s'agissait de créer une plateforme commune aux anti-démocrates.
Le nouveau groupe politique nommé Cercle Proudhon est fondé le 16 décembre 1911. Il inclut Berth, Valois, Lagrange, le syndicaliste Albert Vincent et les royalistes Gilbert Maire, René de Marans, André Pascalon, et Marius Riquier. Comme le suggère son nom, le groupe déclare s'inspirer des idées de Pierre-Joseph Proudhon. Il s'inspire également des idées de Sorel (qui cependant critique sévèrement cette entreprise) et Maurras. En janvier 1912, le journal Cahiers du cercle Proudhon est pour la première fois publié.

### Après 1945
En 1959 se fonde le Parti national-syndicaliste français, avec à sa tête Roger Bru, Lucien Boer et Liliane Ernout, sa secrétaire générale ainsi que directrice du journal La Révolution Syndicaliste.